# Лілі Коулз
Лілі Коулз  (англ. Lily Cowles; 7 вересня 1987) — американська акторка. Виконавиця головної ролі Ізобель Еванс у серіалі «Розвелл, Нью-Мексико».

## Біографія
Народилась у 1987 році в Коннектикуті, США, в сім'ї акторки Крістін Баранскі і драматурга Меттью Коулза. Має старшу сестру Ізабель, адвокатку. Батько помер від серцевої недостатності у 2014 році.

## Кар'єра
Коулз розпочала кар'єру особистою помічницею Джонні Гілл під час постановки «Правдива історія»

## Фільмографія
| Рік       | Українська назва     | Оригінальна назва   | Роль                 | Примітки                  |
| --------- | -------------------- | ------------------- | -------------------- | ------------------------- |
| 2015      | Чари                 | Enchantments        | Дівчина замовника    | Фільм                     |
| 2016      | Метровий мозок       | BrainDead           | Жермен Гілі          | 4 епізоди                 |
| 2017      | Джо іде на терапію   | Joe Goes to Therapy |                      | Телевізійний фільм        |
| 2017      | Джонс проти світу    | Jones vs. the World | Еймі                 | Телевізійний фільм        |
| 2018      | Етапи андроїд        | Stages of Android   | Лілі                 | Короткий фільм            |
| 2019—2022 | Розуелл, Нью-Мексико | Roswell, New Mexico | Ізабель Еванс-Бракен | Головна роль (52 епізоди) |
| 2020      | Антебеллум           | Antebellum          | Сара                 |                           |
| 2024      | Секретний рівень     | Secret Level        | Кара                 | Епізод: "Exodus: Odyssey" |